# Sterpeti
Sterpeti is een plaats (frazione) in de Italiaanse gemeente Montefelcino.